# توماس کار (کارگردان)
توماس کار (انگلیسی: Thomas Carr؛ ۴ جولای ۱۹۰۷ – ۲۳ آوریل ۱۹۹۷) یک کارگردان و هنرپیشه اهل ایالات متحده آمریکا بود.
وی کارگردان فیلم‌هایی همچون دینو بوده است.